# Paul H. Nitze School of Advanced International Studies

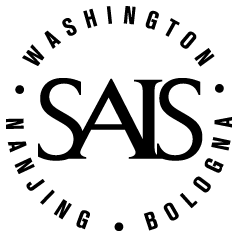

The Paul H. Nitze School of Advanced International Studies (SAIS) została utworzona w 1943 roku i jest jedną ze szkół wchodzących w skład Johns Hopkins University. Jej główna siedziba mieści się w Waszyngtonie przy czym posiada ona również dodatkowe kampusy w Bolonii i Nankinie. Instytucja jest uznawana za jedną z wiodących szkół stosunków międzynarodowych, zajmując w rankingach magazynu Foreign Policy pierwsze bądź drugie miejsce na świecie.
Dzięki swojemu położeniu (główna siedziba mieści się w centrum Waszyngtonu w pobliżu wielu ambasad, instytucji rządowych czy think-tanków takich jak Brookings czy Peterson Institute) szkoła przyciąga wielu znanych politologów, ekonomistów czy polityków. Obecnie nauczają tam m.in. Zbigniew Brzeziński, Francis Fukuyama i Eliot Cohen.
SAIS kształci studentów wyłącznie na poziomie graduate, który odpowiada polskim studiom na poziomie magisterskim bądź doktoranckim. Dlatego też starając się o przyjęcie na SAIS trzeba posiadać dyplom ukończenia studiów licencjackich.

## Studenci
Każdego roku tysiące studentów z całego świata aplikuje o możliwość podjęcia studiów na SAIS. Zgodnie ze statystykami prowadzonymi przez szkołę przyjęci studenci pochodzą z około 70 krajów, mają średnio 2 lata profesjonalnego doświadczenia, a ich średni wiek to 26 lat.

## Absolwenci

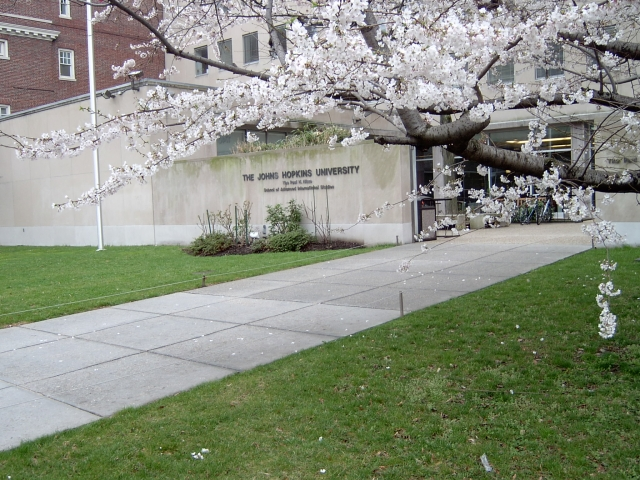

Absolwenci szkoły znajdują zatrudnienie w różnych sektorach gospodarki, przy czym około 40% trafia do sektora prywatnego. Wśród pracodawców można wymienić instytucje takie jak Bank Światowy, ONZ, MFW, Biały Dom, Departament Stanu USA, Goldman Sachs czy McKinsey. Ponadto wśród byłych studentów SAIS można wyróżnić wiele znanych osobistości takich jak:
- Madeleine Albright - była Sekretarz stanu Stanów Zjednoczonych
- Wolf Blitzer(inne języki) - dziennikarz CNN
- Jessica Einhorn(inne języki) - była członkini zarządu Time Warner
- Peter A. Flaherty - emerytowany dyrektor McKinsey & Company
- Timothy F. Geithner - przewodniczący Banku Rezerw Federalnych
- Geir H. Haarde - były premier Islandii
- Lawrence Hatheway - główna ekomistka UBS
- John E. McLaughlin - były szef CIA

Ponadto co najmniej 130 absolwentów SAIS zostało nominowanych na ambasadorów.